# إدوارد إيفرت هيل
إدوارد إيفرت هيل (بالإنجليزية: Edward Everett Hale)‏‏ (3 أبريل 1822 في بوسطن - 10 يونيو 1909 ) كاتب، وعالم عقيدة، وكاتب خيال علمي، وروائي من الولايات المتحدة.

## الجوائز
- زميل الأكاديمية الأمريكية للفنون والعلوم

## روابط خارجية
- إدوارد إيفرت هيل على موقع الموسوعة البريطانية (الإنجليزية)
- إدوارد إيفرت هيل على موقع إن إن دي بي (الإنجليزية)